# Jackhammer

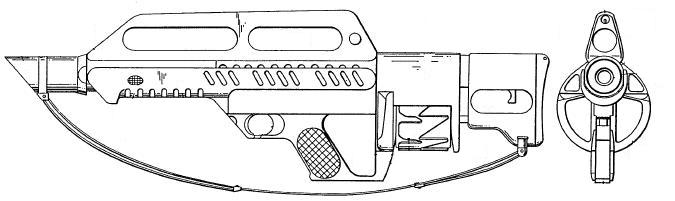
Pancor Jackhammer Technik

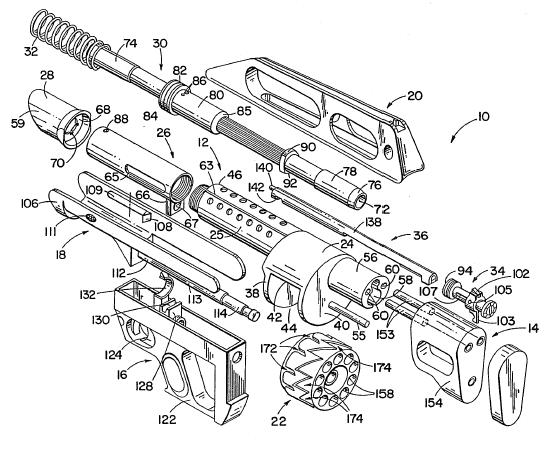
Pancor Jackhammer Technik 2

Die Pancor Jackhammer (engl. jackhammer, dt. Drucklufthammer), auch MK3A1 oder Mark 3 A1, ist eine vollautomatische Flinte im Bullpup-Design, die in den 1980er-Jahren in den USA entwickelt wurde.
Die Pancor Jackhammer ist ein Prototyp, der zwar aus einer Militärbestellung hervorging, aufgrund ihrer damals ungewöhnlichen Technik und ihres futuristischen Aussehens jedoch nie in Serie ging. Populär wurde die Waffe daher hauptsächlich durch die Verwendung in Filmen und Computerspielen.

## Technik

Der Mechanismus zur Rotation der Trommel ähnelt dem der Mauser M78 Zick-Zack und des Webley-Fosbery-Revolvers.

Als vollautomatische Waffe erreicht sie eine Feuerrate von vier Schuss pro Sekunde. Der Abzugsmechanismus ist insofern ungewöhnlich, da er im Halbautomatikmodus, ähnlich wie bei einem Steyr AUG, zweistufig ist – der Abzug der Jackhammer ist jedoch umgedreht, mit dem vollautomatischen Druckpunkt vor dem halbautomatischen.
Die Jackhammer wird mit fertig konfektionierten und eingeschweißt ausgelieferten Trommelmagazinen geladen, in denen zehn Patronen wie in der Trommel eines Revolvers angeordnet sind. Ist die Waffe leer geschossen, wird die leere Trommel aus der Waffe ausgeworfen und eine neue Trommel eingesetzt.
Die Waffe funktioniert nach dem Prinzip des Blow Forward: Der Lauf der Waffe ist in Längsrichtung beweglich; die Trommel und der Stoßboden sind fest am Gehäuse angebracht. Beim Schuss wird der Lauf durch den Druck der Gase nach vorn getrieben. Dabei greift ein Hebel in Steuerkurven an der Trommel und dreht diese um eine Kammer weiter. Beim Zurückgleiten des Laufes wird das Schlagstück gespannt und anschließend der nächste Schuss ausgelöst.
| Kaliber                 | 12 (18,5 mm)                                                   |
| Magazin                 | zehn Schuss in wechselbarem Trommelmagazin                     |
| effektive Schussweite   | variiert mit unterschiedlichen Munitionstypen                  |
| Funktion                | Gasdrucklader (Blow Forward), vollautomatisch, halbautomatisch |
| Länge                   | 787 mm                                                         |
| Gewicht (nicht geladen) | 4,57 kg                                                        |
| Kadenz                  | 240 Schuss pro Minute                                          |
| Lauflänge               | 457 mm                                                         |
| Mündungsgeschwindigkeit | variiert je nach verwendetem Munitionstyp                      |

## Legalität
Wie fast alle vollautomatischen Waffen (siehe Daewoo USAS-12) entspricht die Jackhammer der machine-gun-Klassifikation des Bureau of Alcohol, Tobacco, Firearms and Explosives, und ist aufgrund der Existenz nur eines einzigen bekannten Exemplars praktisch nicht verfügbar. Auch der Export ist ohne Zustimmung durch das Außenministerium der Vereinigten Staaten unmöglich, was den Export (z. B. zwecks Verkauf an fremde Streitkräfte) schon zu Zeiten des Herstellers fast unmöglich machte. Jedoch befindet sich mindestens ein Exemplar in Privathand.

## Sonstiges
In den späten 1990er-Jahren verkaufte der damalige Patentbesitzer, Mark III, alle Patente, Produktionsrechte und Prototypen für 350.000 US-Dollar.